# نادي أسمنت السويس
أسمنت السويس، هو نادي كرة قدم مصري مقره السويس. وكان يلعب في الدوري المصري الممتاز. يعد السويس للأسمنت من أحدث الأندية في عالم كرة القدم حيث تأسس عام 1995 وهو تابع لشركة أسمنت السويس.
صعد الفريق للدوري الممتاز موسم 2006/2007، و2007/2008، بعد تغلبه على النادي الأوليمبي في مباريات دوري الصعود على حساب طنطا ـ الذى كان متصدر المسابقة، إلا أنه هبط في الموسم التالي إلى دوري القسم الثاني.